# Манастир Светог Марка Коришког
Манастир Светог Марка Коришког налази се на стени изнад десне обале Коришке реке, узводно три километра од места Кориша, близу Призрена.

## Историја
Према сачуваним записима, манастир су градили „Иоан Влахић и Бранко Влахић 1467. године”. Помиње се и у турским пописима призренске области 1520. и 1530. године. Манастир се једини одржао неразрушен у призренској околини за време турске владавине, све до бугарске окупације 1915. године. Имао је конаке, воћњаке, ливаде и извор воде. До 1999. године била је сачувана манастирска црква и високи камени звоник, а назирали су се остаци конака у корову и жбуњу, као и одрасли изданци некадашњег воћњака, смокве и ораси. Вода са некадашњег манастирског извора разливала се запуштеном манастирском портом. Изнад манастира, у стеновитом и неприступачном делу брда налазила се испосница светог Марка Коришког, која после Другог светског рата није испитивана.
Манастирска црква је била једноставна, правоугаоне основе, са делићем очуваних фресака. На западној страни манастира, уз саму цркву, 1861. године, Сима Андрејевић Игуманов дао је да се сазида камени звоник у облику високе куле, који се издиже на стени над провалијом изнад саме Коришке реке. На звонику су била два звона — допремљена из Русије. По записима, то су била прва звона која су од доласка Турака звонила у призренском крају. Звона су, 1941. године, Албанци Кабашани ишчупали из звоника и бацили низ стену у реку. У простору који чине црква и звоник је гроб Симе Андрејевића Игуманова са надгробним спомеником, који су Албанци неколико пута у току осамдесетих година 20. века разбијали и скрнавили, као и саму цркву.
Године 1864. кир Петроније је био игуман манастира Св. Марка у Коришу. Он је тада купио у Призрену српску књигу „Плач Старе Србије”.

### Иван Јастребов о манастиру
Иван Јастребов је записао о овом манастиру да се налази на сат и по хода источно од Призрена. Види се из села Љутоглава (између Призрена и Суве Реке). Пут води преко села Кориша. Успон није тежак, десетак минута хода. Изграђен је на левој страни Кабашке клисуре, на стрмој стени. Пружа се поглед на готово цео Подгор, Подримље и Ђаковачки округ. Манастир је на пола пута између Корише и цркве Св. Петра Коришког. На страни где је манастир и на супротној страни, крајем 18. века су се населили Арнаути из латинског племена Кабаш које се налази у Дукађину — у Ибалу. Доласком су прешли на ислам. Велике муке су задавали тадашњем игуману заваљујући којем манастир није претворен у џамију. Кабаши ту нису имали своје богомоље па су са завишћу гледали на храм Св. Марка. 1879. траже да се манастир претвори у текију за њих. То им није пошло за руком. Док је раније манастир био пуст служио им је као стаја за овце и козе. Јастребов сматра да је храм подигнут мало пре турске владавине и био је метох цркве Св. Петра Коришког. Манастир Св. Марка је обновио јеромонах Серафим по сведочењу призренског митрополита Исаије из 1731. г., који спомиње предели Хоришкија, а не пределе коришке. Серафим је ту боравио дуже од 50 година што сведочи натпис над дверима с унутрашње стране да је он двери израдио 1781. г. По његовој смрти Партеније одржава манастир заваљујући хришћанима Корише који нису имали свој храм и овај манастир су сматрали својом црквом. Након Партенија, око 20 година игуман је Авксентије Велики (световно поп Андреј Кијачевић из Корише), а након њега његов син Авксентије Мали чији је летопис користио Срећковић за састављање своје књиге Сина паша. За време Авксентија у цркви Св. Петра се и даље једном годишње вршило богослужење. Имао је умеће општења са Арнаутима због чега су га ови поштовали и поносили се што је манастир Св. Марко сачуван њиховом милошћу. Ту се чувала Душанова повеља за манастир Св. Архангела и Душанов законик. Потом су игумани Тома, Серафим (био је поп Јован до монашења), отац Никанор, познат по имену Петроније. Он је довео у ред манастир који је поседовао довољно земље око манастира, да се може прехрањивати. Изграђено је пар соба за посетиоце из града. Уз новчану помоћ Симе Игуманова, брата поменутог игумана Авксентија, 1861. је изграђена звонара, што се видело из натписа на звонари са источне стране. Поклонио је и два звона. Ту је и Симина гробница у коју је сахрањен заједно са братом, мајком, бабом Наранџом и женом чије је кости сам овде пренео, неколико година пред смрт. Отац Петроније му је подигао леп надгробни споменик са натписом захвалности за доброчинства манастиру. Испосница Светог Петра Коришког је такођер од Јастребова описана, јер је недалеко од манастира Св. Марка.

## Како је сачуван препис Душановог законика
По доласку Турака, манастир је једно време био опустео. Руски историчар и конзул у Сарајеву, А. Гиљфердинг, приликом посете 1858. године је записао да је дуго година био напуштен и „служио као стаја за козе суседних Албанаца”. Зна се да је у 17. веку био обновљен и насељен, да су сликане његове двери и да је имао знатну збирку књига. Гиљфердинг је затекао 20 рукописних књига, али „ништа занимљивог и знатнијег” није било.
Постоји запис његовог монаха Нићифора, из 1765. године, који је из Високих Дечана донео многе књиге. Године 1779. у манастир је ступио као сабрат монах Партеније и приложио једну књигу. Био је из породице Поповића, из села Дворана код Призрена, која је дала двадесетак генерација свештеника и сачувала многе српске књиге из 14. и 15. века. Тако се претпоставља да је Партенијевом заслугом овде био донет и рукопис Душановог законика, који је у овој цркви 1859. године открио призренски учитељ Никола Мусулин. У науци је познат као Призренски рукопис Душановог законика, који се сматра најпотпунијим и најближим оригиналу. Данас се чува у Народном музеју у Београду.

## Пљачке манастира током времена
За време Првог светског рата манастир је био разорен, конаци спаљени и опљачкани, а монаси поубијани од стране Албанаца из суседног села Кабаш. Манастиром је тада управљао стари калуђер архимандрит Данило, а ту су живели још црквењак Јован и баба Стана. Албанци из Кабаша су у манастиру затекли једну јединицу српске војске са 60 војника и неколико официра, која се новембра 1915, повлачила према Албанији. Била је то трећа чета, трећег батаљона Моравске дивизије, уз коју је дошао и избегли народ. Уморним Србима је те ноћи пришло је педесетак становника Кабаша, на челу са Јусуфом Уком. На „бесу” су им измолили — одузели оружје, уз обећање да ће их мирно испратити, а затим су погазили реч и све их поубијали. Српске војнике су везивали, а затим убијали ножевима и секирама. Један од убица Арнаутин се за време бугарске окупације хвалио у Призрену: „Убили смо их 180, колико је ко хтео, толико их је одводио и клао”. Сведоци тога вероломног покоља били су 80-годишња старица Митра и 60-годишњи манастирски зидар Коста Ђурђевић, које су Кабашани усмртили последње, бацивши их са манастирске литице високе стотину метара у корито Коришке реке. Том приликом убили су и среског начелника Антонијевића, који се ту био склонио са ћерком и сином, док су деца једина остала поштеђена. Након што је обешчастио сестру, предводник Ука их је обукао у арнаутско одело и сутрадан пустио да оду. Суђење арнаутским зликовцима из Кобаша организовано је тек 1926. године у Призрену. Тек 1934. године скупљени су посмртни остаци изгинулих мученика, и пренети у Призрен, где су уз појање 10 свештеника сахрањени на војничком гробљу у Призрену.
После Првог светског рата манастир је обновљен, заједно са конацима, воћњацима, њивама и ливадама. Године 1941. Албанци су га опет опљачкали, а монахе разјурили и однели звона са звоника. После Другог светског рата манастир није обнављан, о њему је бринула призренска епископија и богословија. Осамдесетих година 20. века био је стална мета вандала, који су све из цркве побацали низ литице и неколико пута цркву палили, скрнавећи и гроб познатог добротвора Симе Игуманова.
Живот манастира почео је да се обнавља 1995. године, када је ту дошао први калуђер, да би 1998. године био завршен нови конак и освештан.

## Основ за упис у регистар споменика културе
Решење Покрајинског завода за заштиту споменика културе у Приштини, бр. 591 од 9. avgusta 1965. године, Закон о заштити споменика културе (Сл. гласник СРС бр. 51/59).

## Разарање манастира 1999. године
У јуну месецу 1999. године када су почели прогони српског становништва призренског краја након доласка немачког КФОР-а, манастир је поново уништен. Црква и звоник су минирани, тако да је данас од ове древне светиње преостала само гомила камења.